# Barbysches Gutshaus

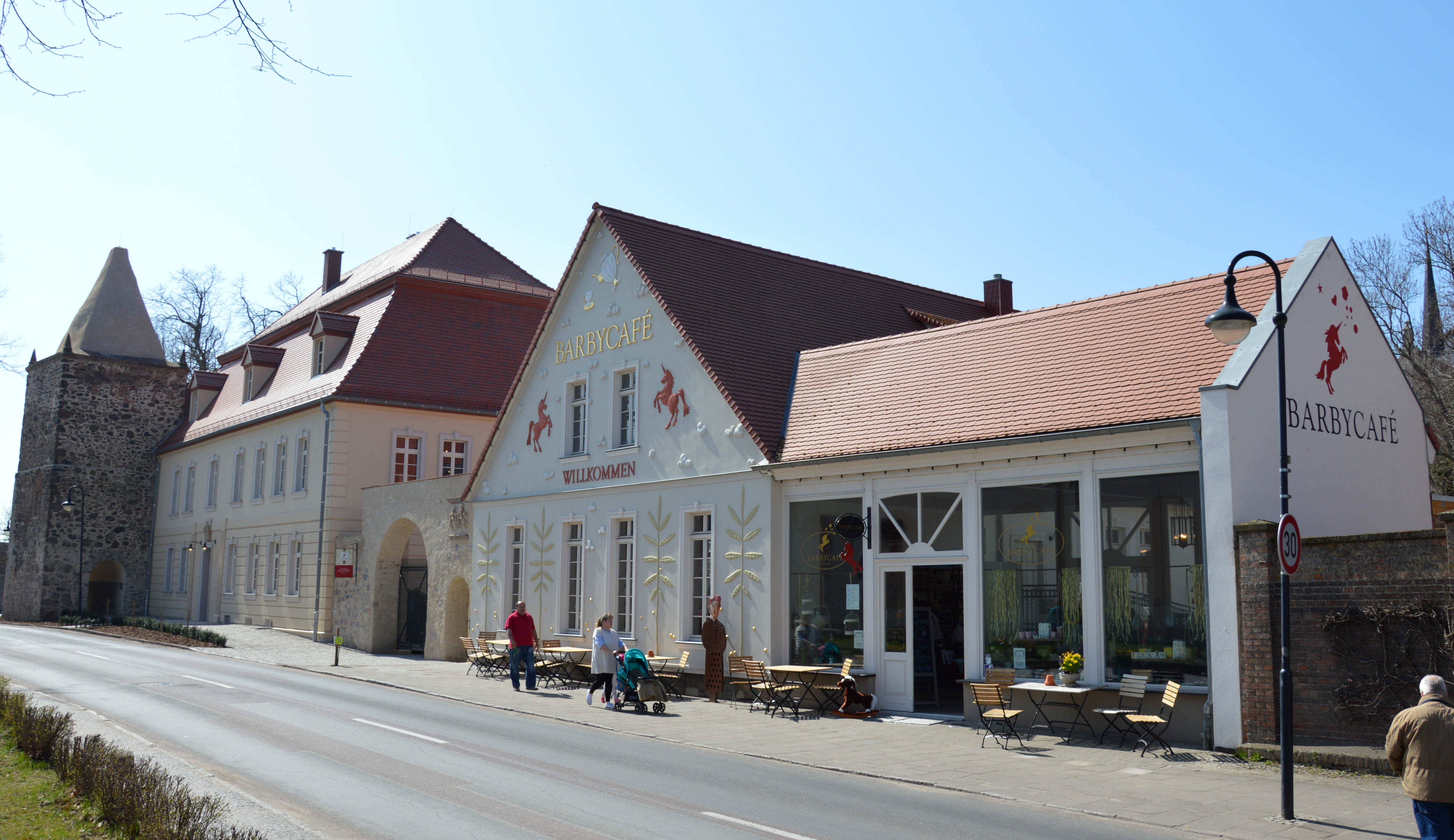
Barbysches Gutshaus

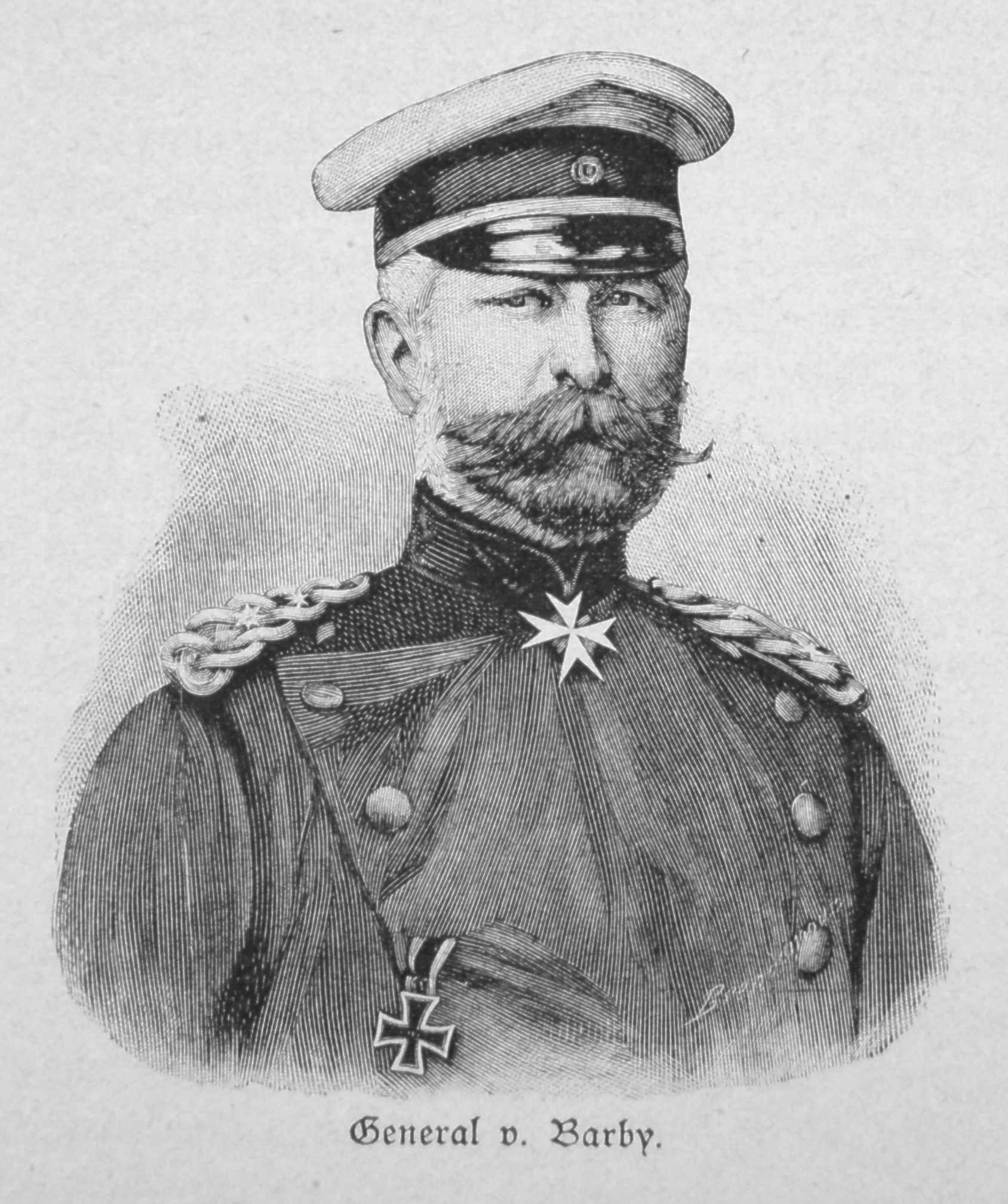
Adalbert von Barby auf Loburg I (nach 1874)

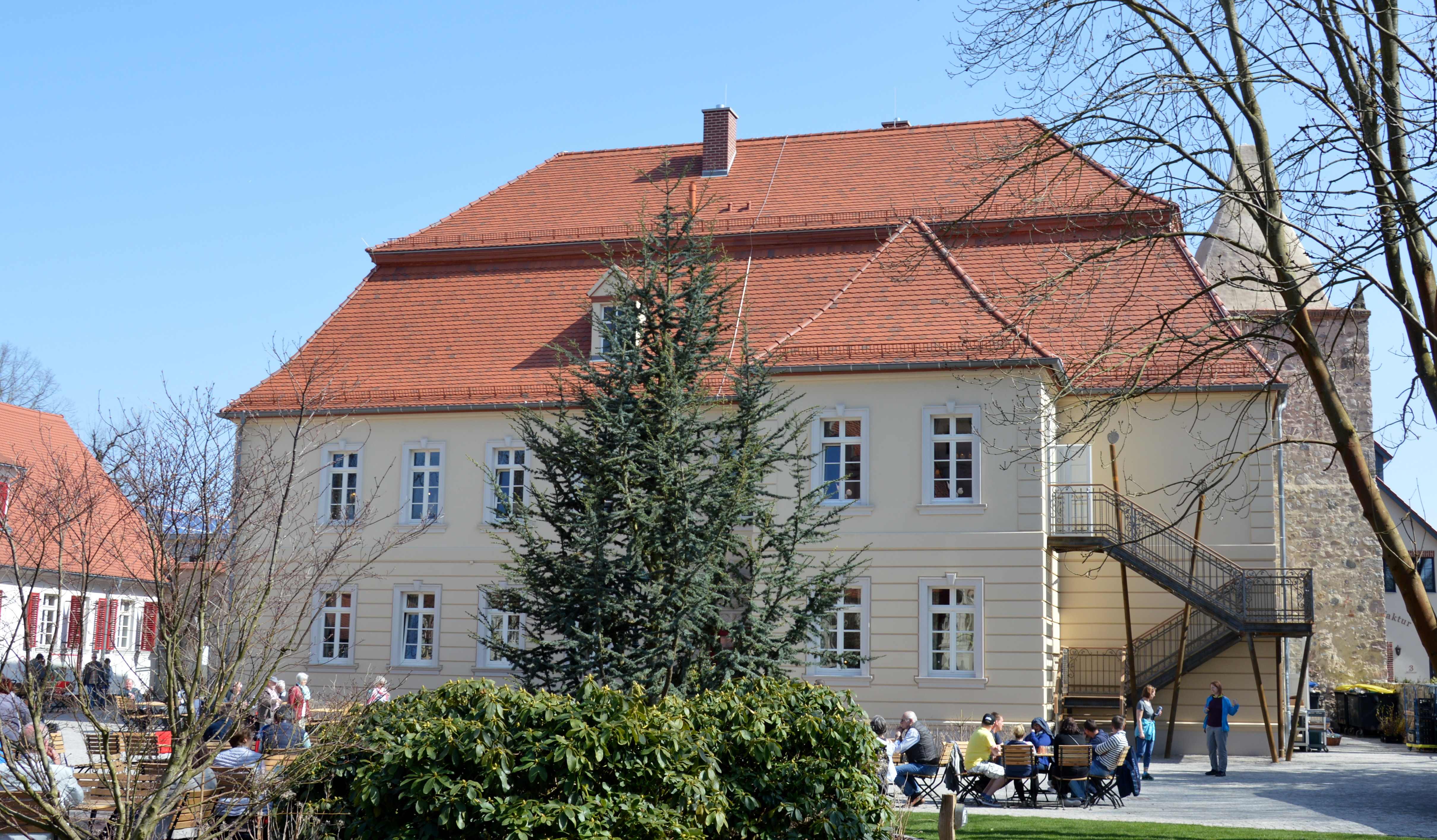
Rückseite

Das Barbysche Gutshaus, auch als Loburg I bezeichnet, ist ein denkmalgeschütztes Gutshaus im Möckerner Stadtteil Loburg in Sachsen-Anhalt. Heute wird es gastronomisch genutzt.

## Lage
Es befindet sich südwestlich des Marktplatzes der Stadt an der Adresse Münchentor 1, 2. Westlich befindet sich die Sankt-Laurentius-Kirche, südöstlich der Münchentorturm.

## Architektur und Geschichte
Das Gutshaus war Teil des seit dem 14. Jahrhundert bestehenden Ritterguts. Es befand sich im Eigentum der Familie von Barby. In diesem Anwesen befanden sich insgesamt bis 1945 drei Rittergüter, unterteilt in Loburg I, II und III. Gut I stand im Besitz der Barby, II und III im Eigentum der Familie von Wulffen.
Das heutige zweigeschossige, verputzte Gebäude entstand in der Zeit nach 1660. Die Fassade ist siebenachsig ausgeführt. Auf der Hofseite befindet sich ein Portal aus Sandstein von 1675. In einem Dreiecksgiebel befindet sich das Barbysche Wappen, umrankt von Blattwerk. Oberhalb der Toreinfahrt ist ein Allianzwappen von 1664 angebracht, das auf die Ehe von Levin dem Älteren von Barby und Anna Catharina von Barby, geborene von Wulffen zurückgeht. Bedeckt ist der Bau von einem Mansarddach. Im Erdgeschoss des Hauses befindet sich eine zierliche Stuckdecke aus dem Rokoko. Eine hölzerne Kassettendecke im Stil des Frühbarock ist im Obergeschoss erhalten.
Namhafte Gutsherren auf Loburg I waren unter anderem der preußische Generalleutnant Wilhelm von Barby, liiert mit Pauline von Wulffen. Erbe wurde der Sohn Adalbert von Barby, der mit Luise Funck von Senfftenau verheiratet war und den Dienstrang eines General der Kavallerie errang. Loburg I wurde dann in direkter Linie weiter vererbt.
Anfang der 1920er Jahre betrug die Betriebsgröße des Rittergutes 329 ha. Das Gut war damals verpachtet an den Landwirt a. Ketels. Eigentümer war der Major a. D. Friedrich von Barby (1863–1927). Er war Mitglied des Johanniterordens. Seine Frau war die Landratstochter Wanda von Bonin (1878–1959). Letzter Grundbesitzer aus der Familie wurde der Beamte Bogislav von Barby (1912–1993). Er hatte mit Gertrud Frincke (1908–1990) eine bürgerliche Ehefrau. Beide lebten später in Berlin, ihre Kinder in Timmendorfer Strand.
Nach dem Zweiten Weltkrieg wurde die Familie von Barby vertrieben. Der Unternehmer Robert Dahl, Gründer der Kette Karls Erlebnis-Dorf und Enkel des letzten Eigentümers vor der Vertreibung, erwarb das Anwesen im Jahr 2014 zurück. Das zu Wohnzwecken genutzte Haus war zu diesem Zeitpunkt stark sanierungsbedürftig. Es folgte eine umfangreiche Instandsetzung der Gebäude.
Es entstanden ein Café, das sogenannte Barbycafé, eine Gutsküche sowie ein Ladengeschäft mit Produkten der Firma Karls. Im Außenbereich wurden eine Außengastronomie und ein Spielplatz eingerichtet. Die Einrichtungen wurden am 2. April 2018 eröffnet. Zum Gut gehört eine 80 Hektar große Walnuss-Plantage im Umfeld der Stadt.
Im örtlichen Denkmalverzeichnis ist das Rittergut unter der Erfassungsnummer 107 05041 als Baudenkmal verzeichnet.